# Oder
Oder (în poloneză Odra) este un fluviu ce izvorăște în Cehia (în munții Sudeți) și se varsă în Marea Baltică, traversînd teritoriul Poloniei și Germaniei. Are o lungime de 912 km. Este o importantă arteră navigabilă. Pe malul Odrei sînt situate orașele Ostrava (în Cehia), Opole, Wrocław, Szczecin (în Polonia), Frankfurt an der Oder (în Germania) ș.a.

## Geografie
Izvoarele Oderului se află în Cehia, în apropiere de orașul Olomouc. Pe cursul superior, fluviul se îndreaptă spre nord-est, pornind către teritoriul Poloniei. Trece prin orașele poloneze Racibórz, Opole, Wroclaw, Kostrzyn și Szczecin, apoi se varsă în Marea Baltică. Oderul comunică prin intermediul unor canale cu regiunea industrială a Sileziei Superioare în Polonia, iar pe teritoriul estic al Germaniei, cu apele Spree, Havel și Elba.
Fluviul Oder pătrunde în Polonia prin Poarta Moraviei și, încă de la gura de vărsare a Olzei, capătă caracterul unui râu de câmpie. Mai întâi traversează Câmpia Sileziei și colectează apa râurilor care izvorăsc din Munții Sudeți, cauzând adesea inundații.
Cursurile central și inferior ale Oderului sunt condiționate atât de structura geologică a substratului, cât și de formarea terenului sub influența fluxului de apă din timpul glaciațiunii. În cursul inferior, aproape de Widuchowa, Oder se împarte 
în două brațe: de Vest și de Est, acestea aflându-se în legătură cu alte ramificații.
Partea de jos a văii este mlăștinoasă. Oderul de Est creează o mare întindere de apă în apropiere de Szczecin, cunoscută sub numele de Lacul Dąbie, cu o adâncime maximă de 4,2 metri. Oderul de Vest transportă cantitatea cea mai semnificativă de apă, de care depinde nivelul Lacului Dąbie. Oder se varsă în lacul artificial Szceczin, formând o gură de vărsare folosită ca port maritim. Nivelul apei acestui fluviu scade periodic. Adesea acest fenomen are loc în perioada vară-toamnă.
Fluviul este canalizat aproape în întregime între Kędzierzyn-Koźle și Brzegi Dolny. Fiind navigabilă încă de la gura Opawei, Oder este cel mai bine amenajat fluviu din Polonia din punct de vedere al căilor navigabile interioare. Amenajările au fost inițiate la mijlocul secolului al XVIII-lea, după confiscarea Sileziei de către Prusia. De la începutul secolului al XIX-lea, cursul Oderului a fost micșorat cu 160 km deoarece multe zone din meandrele fluviului au fost îndreptate sau tăiate. A existat, prin urmare, o reducere a cantității de apă din pânzele freatice în zonele joase, ceea ce a dus la transformarea terenurilor înainte umede în terenuri arabile iar mai târziu în terenuri locuibile. Poarta Moraviei, prin care Oderul pătrunde pe teritoriul polonez, are doar 10 km lățime. Cu toate aceastea a jucat un rol important, legând zonele din sudul Europei. Încă din timpuri preistorice, de-a lungul fluviului s-au efectuat diverse rute comerciale, printre care și legendarul drum al Chihlimbarului. În Evul Mediu apar pe Oder multe orașe așezate strategic, printre care Wrocław, Brzeg și Opole.